# Матіас фон Тренквальд
Йозеф Матіас Тренквальд (нім. Joseph Matthias Trenkwald; 13 березня 1824, Прага — 28 липня 1897, Перхтольдсдорф) — австрійський художник.

## Біографія
Навчався в Празькій академії мистецтв у Християна Рубена. У 1840-і роки писав великі полотна на сюжети з чеської історії, особливо з епохи гуситських воєн. Проілюстрував «Книгу пісень» Генріха Гейне. З 1852 року працював у Відні, потім протягом п'яти років жив в Римі. Після повернення до Відня в 1861 році звернувся переважно до релігійної тематики, проте не полишав і історичної теми. Відомі його великі полотна «Леопольд Славний в'їжджає до Відня після повернення з Хрестового походу» (1872), «Томас Мюнцер», «Король Енцо» та інші. Крім того, Тренквальд багато працював з фресками в віденських і празьких церквах.
У 1867—1873 роках — директор Празької академії мистецтв, потім викладав у Віденській академії мистецтв.
Одним з його празьких учнів був Міколаш Алеш (1852—1913), який також присвятив себе історичному живопису. Серед його віденських учнів — тірольські художники Філіп Шумахер (1866—1940) і Альфонс Сібер (1860—1919), віденський художник Коломан Мозер (1868—1918) а також Богумир Роубалік.
Його син мистецтвознавець Герман фон Тренквальд (1866—1942).

## Вибрані твори

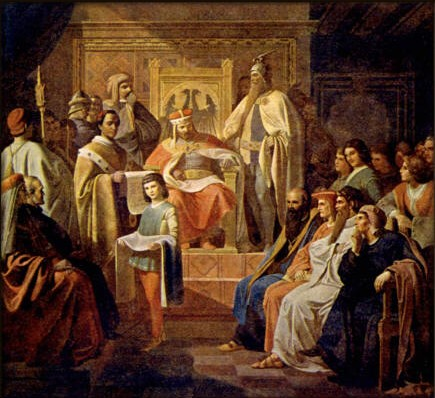
Заснування Празьського університету Карлом IV
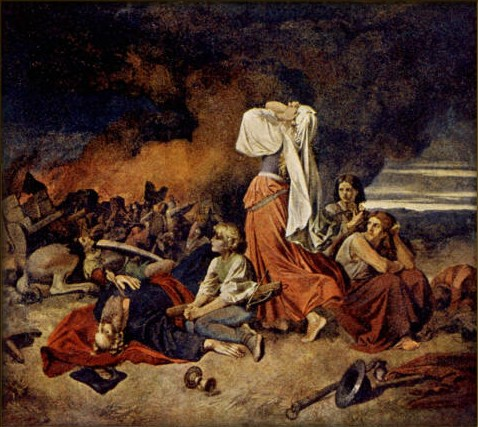
Битва при Липанах
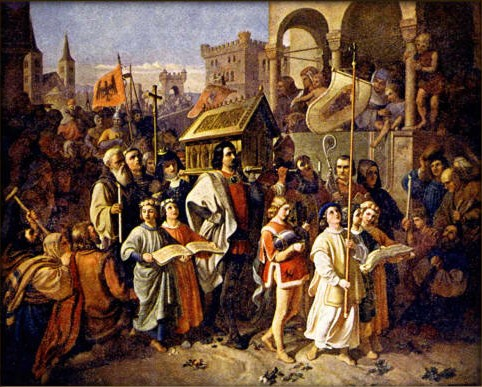
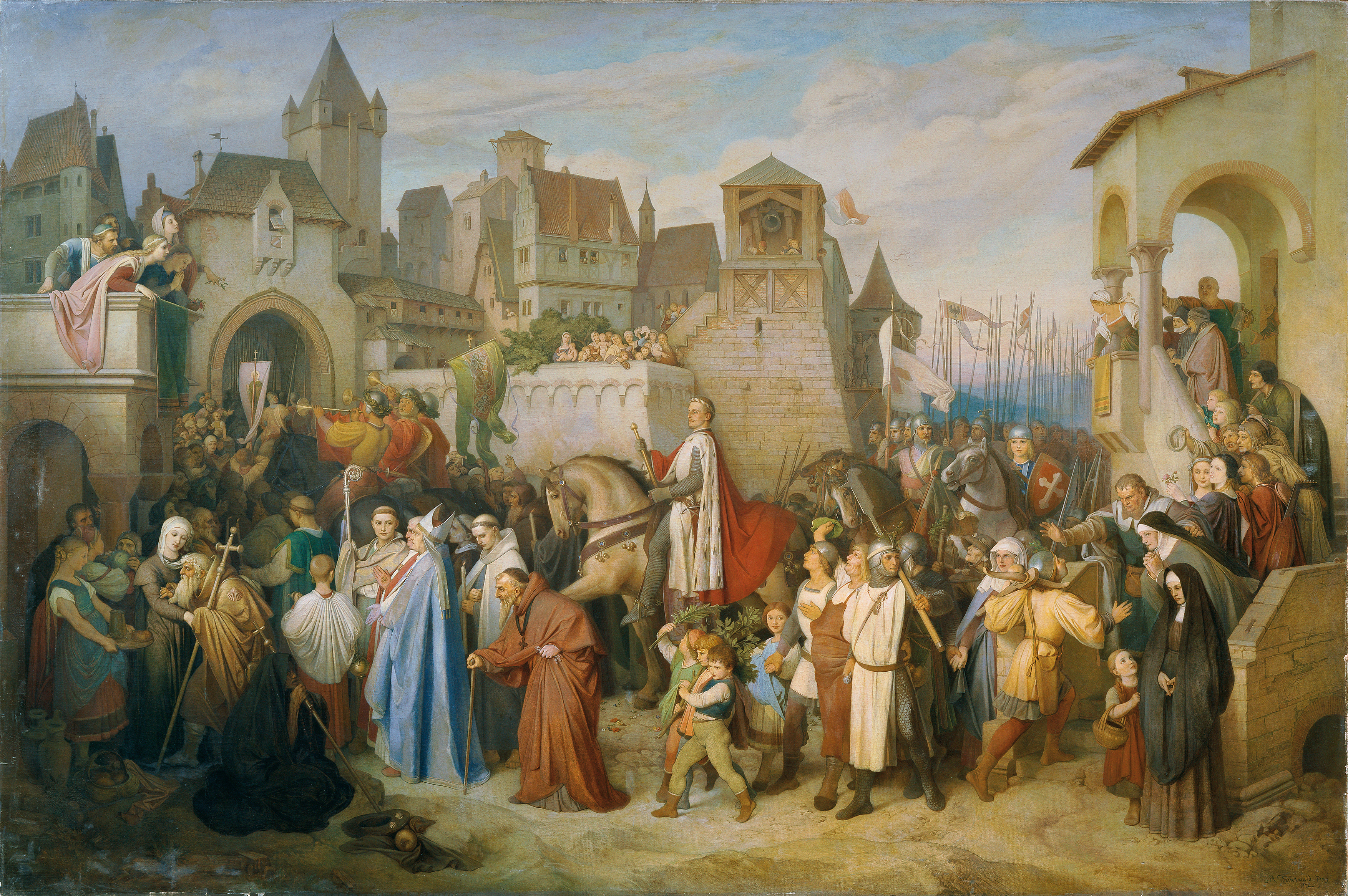
Леопольд VI в'їжджає до Відня після повернення з Хрестового походу
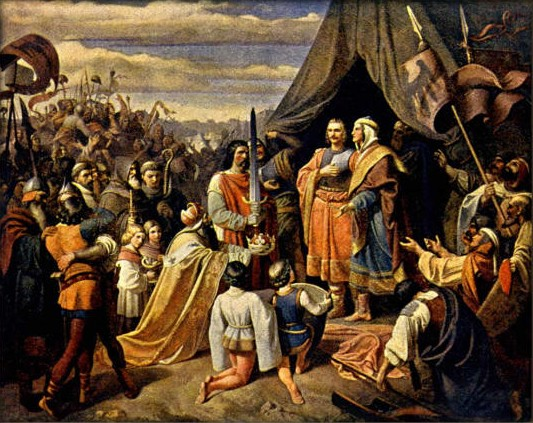